# Georg Buchreitz
Georg Niels Thygesen Buchreitz (født 5. oktober 1905 i Aarhus, død 29. januar 1985 i Aabenraa) var en dansk forfatter, rektor, politiker og borgmester.
Buchreitz, der var søn af en værkmester, blev student fra Rungsted Statsskole i 1924 og dimitterede som cand.mag. i dansk og tysk fra Københavns Universitet i 1930. Han var fra 1933 til 1941 ansat ved Slagelse kommunale højere Almenskole. I 1941 flyttede han til Aabenraa for at blive rektor for Aabenraa Statsskole. Han blev desuden medlem af byrådet for Socialdemokraterne og blev i 1946 byens borgmester; en post, han bestred frem til 1950. Han fortsatte som rektor helt frem til 1975.